# آتشین‌واران
آتشین‌واران (نام علمی: Phlegethontioidea) نام یک بالاخانواده از راسته پنهان‌پایان است.